# 朝比奈潔子
朝比奈 潔子（あさひな きよこ〔本名同じ〕、1947年10月2日 - ）は、大阪府出身の日本の女優。身長162 cm。体重58 kg。かつては関西芸術座に所属していた。

## 略歴
四天王寺高等学校卒業。

## 人物
特技はスイミング、エアロビクス、ヨガ。

## 出演

### 映画
- 「あーす」（1991年7月27日）
- 「老親」（2000年10月14日）
- 「パーマネント野ばら」（2010年5月22日）

### テレビドラマ

#### NHK
- 連続テレビ小説
  - 「和っこの金メダル」（1989年10月2日 - 1990年3月31日）
  - 「おんなは度胸」（1992年4月6日 - 10月3日）
  - 「ええにょぼ」第61話（1993年6月14日）
  - 「ふたりっ子」第2話・第4話（1996年10月8日・10月10日） - 阿部の母 役
  - 「やんちゃくれ」（1998年10月5日 - 1999年4月3日）
  - 「あすか」第4話・第8話 - 第10話・第13話・第15話・第17話・第96話・第97話・第100話・第115話・第149話（1999年10月7日・10月12日 - 10月14日・10月18日・10月20日・10月22日・2000年1月31日・2月1日・2月4日・2月22日・4月1日） - 貞 役
  - 「わかば」第21話・第26話 - 第28話・第33話・第34話・第39話・第40話・第42話・第49話 - 第53話・第55話 - 第57話・第59話 - 第61話・第64話・第68話・第71話・第74話・第75話・第79話・第83話・第84話・第86話・第88話・第99話・第100話・第109話・第117話 - 第120話・第122話・第130話 - 第133話・第135話・第136話・第139話 - 第142話・第144話・最終話（2004年10月20日・10月26日 - 10月28日・11月3日・11月4日・11月10日・11月11日・11月13日・11月22日 - 11月26日・11月29日・12月1日・12月3日 - 12月6日・12月9日・12月14日・12月17日・12月21日・12月22日・12月27日・2005年1月6日・1月7日・1月10日・1月12日・1月25日・1月26日・2月5日・2月15日 - 2月18日・2月21日・3月2日 - 3月5日・3月8日・3月9日・3月12日 - 3月16日・3月18日・3月26日） - 井川都志子 役
  - 「芋たこなんきん」第1話 - 第3話（2006年10月2日 - 10月4日） - 小田切キヨ 役
  - 「ウェルかめ」第75話 - 第77話（2009年12月23日 - 12月22日） - 沢口 役
  - 「カーネーション」第39話・第40話（2011年11月16日・11月17日） - 縫い子 役
  - 「純と愛」第4話・第11話・第21話（2012年10月4日・10月12日・10月24日） - 客室清掃係 役
  - 「ごちそうさん」第45話・第65話（2013年11月20日・12月13日）
  - 「まんぷく」第43話・第47話・第48話（2018年11月19日・11月23日・11月24日） - 松宮けい 役
- ドラマ新銀河「大阪で生まれた女やさかい」（1993年） - 洋品屋 役
- 「龍（RON）」（1995年5月7日 - 5月28日、NHK BS2）
- 「女性捜査班アイキャッチャー」（1999年5月19日 - 6月23日）
- 「バブル」第6話・第7話（2001年2月9日・2月16日）
- 「新しい朝が来た ～8月15日のラジオ体操～」（2003年8月2日）
- 「ウォーカーズ〜迷子の大人たち」第1話（2006年11月11日）
- 「万葉ラブストーリー」
  - 「万葉ラブストーリー 秋」（2008年2月24日）
  - 「万葉ラブストーリー 春」（2009年5月22日） - 小川優子 役
- 「ジャッジII〜島の裁判官奮闘記」（2008年10月25日 - 11月22日） - 佐伯光子 役
- 「再生の町」第2話 - 最終話（2009年9月5日 - 9月26日）
- 「石坂線物語」第3話（2013年3月15日） - 斎藤嘉子 役
- 「二十歳と一匹」（2015年1月17日）
- 「わたしをみつけて」第3話（2015年12月8日）
- 「ちかえもん」最終話（2016年3月3日）

#### 日本テレビ
- 「唖侍」第9話（1973年12月2日）
- 「桃太郎侍」
  - 第159話「田之助の婿入り志願」（1979年11月4日）
  - 第196話「大江戸ラブ・ストーリー」（1980年7月20日）
  - 第213話「仁兵衛の天中殺」（1980年11月16日）
- 木曜ゴールデンドラマ「幸せ、買いませんか」（1991年6月6日）
- 「半七捕物帳」第7話（1992年11月24日） - おかね 役
- 火曜サスペンス劇場「京都・女性記者シリーズ 第2期」第2作（1994年8月9日）

#### TBS
- 「助け人走る」第7話（1973年12月1日）
- 「水戸黄門 」
  - 第4部 
    - 第21話「南部鉄瓶由来 -盛岡-」（1973年6月11日）
    - 第29話「しのびの殿さま ‐郡山‐」（1973年8月6日）

  - 第5部 第4話「黄門さまのおまじない」（1974年4月22日） - 女中 役
- 「野々山家の人々 第1シリーズ」（1994年8月1日 - 9月30日）
- 月曜ドラマスペシャル「不倫調査員・由美の推理 十二秒の誤算」（1995年10月23日） - 池上の妻 役
- 「あしたは晴れる」（1997年6月2日 - 8月1日）
- 「幽霊ママ」（1998年8月3日 - 8月28日）

#### フジテレビ
- 「どてらい男」第13話・第15話（1973年12月25日・1974年1月8日）
- 「銭形平次」第422話（1974年6月5日） - 茶汲女 役
- 「せなかあわせ」（1974年7月4日 - 9月26日）
- 「ゆるしません!」第14話（1981年1月8日）
- 「魔鏡」（1990年5月7日 - 5月11日）
- 「鬼平犯科帳」
  - 「鬼平犯科帳 第4シリーズ」第12話（1993年3月17日）
  - 「鬼平犯科帳 第8シリーズ」第7話（1998年5月27日）
- 金曜エンタテイメント → 金曜プレステージ
  - 「ナニワ金融道」第1作（1996年2月16日）
  - 「眉山」（2008年4月4日） - 秋江 役

#### テレビ朝日
- 「部長刑事」
  - 「部長刑事」
    - 第581話「もしもあなたが……」（1969年11月29日）
    - 第603話「道頓堀の女番長」（1970年5月2日）
    - 第615話「西成の女」（1970年7月25日）
    - 第618話「魔女パーティ」（1970年8月15日）
    - 第671話「布施署捜査本部・夜が殺した」（1971年8月21日）
    - 第683話「菊の墓標」（1971年11月13日）
    - 第685話「黒の旅行」（1971年11月27日）
    - 第709話「死のルートX」（1972年5月13日）
    - 第757話「俺のカンに狂いはない」（1973年4月14日）
    - 第802話「閉ざされた部屋」（1974年2月23日）
    - 第811話「刑事に恋した女」（1974年4月27日）
    - 第1078話「笑えなかった女」（1979年6月23日）
    - 第1139話「凍った夏・背後の狂器」（1980年8月23日）

  - 「新・部長刑事アーバンポリス24」第70話（2000年11月4日）
- 「新十郎捕物帖・快刀乱麻」第21話（1974年2月21日）
- 「斬り抜ける」第3話（1974年10月17日） - おこと 役
- 「赤かぶ検事奮戦記III」第3話（1983年1月21日）
- 「名奉行 遠山の金さん 第4シリーズ」第20話（1992年5月7日）
- 土曜ワイド劇場
  - 「新・赤かぶ検事奮戦記」
    - 第2作「呪いの紙草履 越中八尾・おわら風の盆の謎 飛騨高山〜白骨温泉」（1995年10月21日）
    - 第13作「氷見〜高山ブリ街道連続殺人事件! 赤かぶ浮気がバレて家を出る」（2002年2月23日） - 干物工場の従業員 役

  - 「京都殺人案内」第24作（2001年4月21日） - 松本時子 役
  - 「眼科医 小室瞳の推理カルテ」第2作（2002年6月22日）
- 「暴れん坊将軍X」第12話（2000年6月15日）
- 「京都迷宮案内3」第17話（2001年6月14日）

### ラジオドラマ
- FMシアター（NHK-FM）
  - 「納豆ウドン」（2003年2月15日）
  - 「雪割草」（2005年3月5日）
  - 「ホーム・レス」（2005年11月12日）
  - 「優雅な食卓」（2011年4月23日）
  - 「幻タクシー」（2019年1月19日）

### テレビアニメ
1992年
- 「チエちゃん奮戦記 じゃりン子チエ」第18話（服部洋品店のおかみさん）

### 舞台
- 「仏さわぎ」（1969年9月17日 - 9月21日・9月22日・9月24日・9月28日・9月30日・10月） - 山中恵子 役[3]
- 「ちいさいお城」（1972年5月 - 1973年4月） - おんどり 役[4]
- 「三年寝太郎」（1972年5月 - 1973年4月） - 娘 役[5]
- 「ベルナルダ・アルバの家」（1979年11月7日 - 11月11日） - マグダレーナ 役[6]
- 「西成山王ホテル」（1986年6月10日・6月11日	・7月26日） - マキ 役[7]
- 「龍の子太郎」（1990年4月13日・9月 - 1992年3月） - にわとり長者のごけ 役[8]
- 「永遠の青空」（1995年11月22日 - 11月26日） - サダ 役[9]
- 「ロミオとジュリエット ～RETURN～」（2007年3月6日 - 3月12日） - 里谷哲子 役[10]
- 「姥ざかり」（2008年3月4日 - 3月11日） - 治子 役[11]
- 「ティーンズ・シャドー ～女子拳闘物語～」（2008年5月25日 - 5月31日・6月 - 2012年3月） - 中島すみ子 役[12]

### CM
- 株式会社サンキュー

### その他
- 「いい話みつけ旅」第3回（1988年4月17日、テレビ朝日）